# Saint-Romain-en-Gal
Saint-Romain-en-Gal là một xã thuộc tỉnh Rhône trong vùng Auvergne-Rhône-Alpes phía đông nước Pháp. Xã này nằm ở khu vực có độ cao trung bình 153 mét trên mực nước biển.